# 타밀족
타밀인(타밀어: தமிழர், 영어: Tamil people, Tamilar, Thamizhar)은 드라비다어족의 타밀어를 사용하는 드라비다계 민족이다. 가장 오래된 타밀 공동체들은 남인도와 스리랑카 동북부에 거주하였다. 또한 말레이시아와 싱가포르, 피지, 모리셔스와 남아프리카 공화국등지에 해외 이주 사회가 존재하며 근래에 들어서는 오스트레일리아, 캐나다와 유럽 등지로 이민한 이들도 있다.
타 민족과는 달리 타밀 민족은 단일 정치 주체를 이루지 못하였다. 타밀 민족의 땅인 타밀라캄(Tamilakam, Thamizhagam)은 항상 복수(複數)의 왕국 또는 국가의 통치하에 있었다. 그러나 타밀 문화 정체성은 상당히 강력하였다. 역사적으로 이러한 정체성은 주로 언어적이었으며 타밀어를 중심으로 했다. 근래에 들어서는 이러한 정의는 타밀 전통을 유지하나 언어를 사용하지 않는 해외 이주자들을 포함하는 것으로 넓어졌다.
타밀 민족은 남아시아의 타 드라비다인 민족들과 민족, 언어, 문화적으로 관련되어 있다. 전 세계적으로 7400만 명의 타밀족이 있다.

## 같이 보기
- 타밀라캄
- 스리랑카 타밀족